# طه علي
طه علي (بالسويدية: Taha Ali)‏ هو لاعب كرة قدم سويدي، من اصول صومالية ولد في 1 يوليو 1998.

## وصلات خارجية
- طه علي على موقع اتحاد السويد (السويدية)
- طه علي على موقع قاعدة بيانات كرة القدم.إي يو (الإنجليزية)
- طه علي على موقع ناشيونال فوتبول تيمز (الإنجليزية)
- طه علي على موقع Soccerbase.com (لاعب) (الإنجليزية)
- طه علي على موقع Soccerway.com (الإنجليزية)